# Marlin Camp Carbine
Marlin Camp Carbine — американский гражданский лёгкий самозарядный карабин в калибрах 9×19 мм Люгер или .45 ACP (11,43×25 мм), выпускавшийся компанией Marlin Firearms с 1985 по 1999 год.

## История
Marlin Camp Carbine был создан в эпоху, когда пистолетные патроны в США были дёшевы и легкодоступны. Он позиционировался как оружие для охраны охотничьего лагеря и охоты на мелкую дичь. Характерная его особенность — использование для боепитания магазинов, совместимых с пистолетами популярных моделей, как дань давней американской традиции использовать унифицированные по используемому боеприпасу карабин и пистолет или револьвер, идущей ещё со времён «Дикого Запада» и винтовок с рычажным перезаряжанием под револьверные патроны. Этой особенности он обязан своим характерным внешним видом, с отогнутой назад длинной приёмной горловиной для магазина перед спусковой скобой.

## Устройство
По конструкции, принципу действия, характеристикам и внешнему виду «Кэмп Карбайн» в значительной степени напоминает пистолет-пулемёт, — даже рассматривался совместно с этим видом оружия в монографии Александра Жука «Винтовки и пистолеты». Единственное отличие состоит в том, что он лишён возможности вести огонь очередями.
Автоматика оружия использует для перезаряжания энергию отдачи свободного затвора, выстрел производится с закрытого затвора благодаря курковому ударно-спусковому механизму. Ствольная коробка карабина выполнена из стали; спусковая коробка, совмещённая со спусковой скобой и приёмной горловиной магазина — из ударопрочного полимера. Их соединение обеспечивается двумя поперечными шпильками. Ложа — винтовочного типа с полупистолетной шейкой, берёзовая, отделана под орех. Прицельные приспособления состоят из неподвижной мушки в кольцевом намушнике на конце ствола и регулируемого в двух плоскостях ступенчатого прицела с открытым целиком. Предусмотрена установка оптического прицела на предлагаемом как дополнительный аксессуар фирменном кронштейне.
Модификация 45-го калибра Camp 45 принимает, помимо штатных, большинство предлагаемых на рынке магазинов к пистолету Colt M1911 на 7 патронов, а 9-мм Camp 9 — 12-патронные (10-патронные с 1994 года, после введения так называемого Assault Weapon Ban) к пистолетам Smith & Wesson Model 59 и M659. Это позволяет с удобством использовать его на пару с соответствующим пистолетом. Установленный на оружии магазин полностью скрывается внутри приёмной горловины. Также до 1989 года к 9-мм варианту предлагался фирменный 20-патронный магазин. На вторичном рынке можно встретить и иные варианты магазинов различной вместимости, в том числе и барабанные, представляющий собой видоизменённый вариант магазина к финскому «Суоми».
Оружие снабжено обширным набором предохранительных устройств и механизмов, повышающих удобство и безопасность обращения с ним. Неавтоматический предохранитель в виде флажка расположен в передней части спусковой скобы, при постановке оружия на предохранение (заднее положение рычажка) ударно-спусковой механизм полностью блокируется. Кроме того, присутствуют автоматический предохранитель, не допускающий производство выстрела при отомкнутом магазине, и указатель наличия патрона в патроннике — флажок с красной предупреждающей меткой, выдвигающийся из затвора через окно для выброса гильз. Карабин имеет автоматическую затворную задержку, удерживающую затвор открытым после отстрела последнего патрона в магазине. Её можно также включить вручную, если удерживая затвор открытым сдвинуть до отказа вверх расположенный слева на горловине магазина движок. В обоих случаях для отключения задержки необходимо оттянуть затвор до конца назад и отпустить, после чего он отойдёт в крайне переднее положение; если задержка сработала автоматически, перед этим необходимо либо отомкнуть пустой магазин, либо заменить его полным, с примкнутым к оружию пустым магазином затвор не закроется.

## Современное состояние
В настоящее время «Кэмп Карбайн» снят с производства, однако сохраняет определённую популярность у стрелков. Модификация 45-го калибра является сравнительно редкой, и стоимость её на вторичном рынке может почти вдвое превышать сумму, в которую в своё время обходилась покупка нового карабина.